# Carcinome mammaire
Un carcinome mammaire peut désigner différentes formes de carcinomes affectant le sein :
- des formes malignes, regroupées sous le nom de cancer du sein, dont le carcinome lobulaire invasif du sein ;
- des formes pré-cancéreuses, telles que le carcinome canalaire in situ ;
- des formes bégnines telles que le carcinome lobulaire in situ.